# 798

## Догађаји
- Википедија:Непознат датум — Владавина династије Абасида у Багдаду.

- Битка код Борнховеда: Краљ Карло Велики склапа савез са Ободритима. Заједно са принцом Дрожком (Траском), он побеђује нордалбијске Саксонце у близини села Борнховед (данашњи Нојминстер), обавезујући ове „северњаке“ да се покоре и дају таоце против њиховог будућег доброг понашања. У наредним годинама добијају области данашњег Хамбурга.
- Краљ Карло Млађи, син Карла Великог, осваја Корзику и Сардинију.
- Краљ Коенвулф од Мерсије напада Гвинед (савремени Велс) и убија свог ривала Карадога ап Меириона током борби у Сноудонији. Краљеви Цинан и Хивел поново преузимају трон. Коенвулф такође побеђује и заробљава краља Едберхта Прена од Кента. Ослепљен је и руке су му одсечене. Он представља свог брата Кутхреда као поткраља Кента.
- Битка код Билингтона: Краљ Еардвулф од Нортумбрије побеђује племића Ваду у бици, који је убио бившег краља Етелреда.
- Краљ Сигерик од Есекса абдицира и одлази на ходочашће у Рим. Наслеђује га син Сигеред.
- Краљ Алфонсо од Астурије води кампању против арапских муслимана у Ал-Андалузу. Уз франачку војну подршку, он упада у Андалузију и пљачка Лисабон (модерни Португал).
- Бахлул ибн Марзук, васкон-муслимански војсковођа, устаје у Сарагоси против арапско-муслиманске владе Ал-Андалуза.
- Алкуин, англосаксонски монах и научник, пише свом пријатељу, прогнаном краљу Освалду од Нортумбрије, како би га разуверио.
- Теодулф, франачки песник, именован је за бискупа Орлеана. Постаје један од омиљених теолога Карла Великог.